# اینتی وائونان
اینتی وائونان (به اسپانیایی: Inti Wañunan) یک کوه در پرو است که در Peru, Huancavelica Region, Junín Region واقع شده‌است. اینتی وائونان ۴٬۶۰۰ متر بالاتر از سطح دریا واقع شده‌است.